# Pedicularis fissa
Pedicularis fissa är en snyltrotsväxtart som beskrevs av Porphir Kiril Nicolai Stepanowitsch Turczaninow. Pedicularis fissa ingår i släktet spiror, och familjen snyltrotsväxter. Inga underarter finns listade i Catalogue of Life.